# Marianna De Crescenzo
Marianna De Crescenzo (Napoli, 13 aprile 1817 – Napoli, 19 maggio 1869) è stata una patriota italiana.

## Biografia
Marianna De Crescenzo era del quartiere Montecalvario, proveniente da una famiglia originaria di San Giovanni a Teduccio e per questo soprannominata la Sangiovannara, i suoi dati anagrafici sono scarsamente noti e di lei non si hanno più tracce dopo lo svolgersi delle vicende garibaldine nel napoletano. 
Figlia di un fruttivendolo, e vedova di un soldato borbonico, gestiva una taverna nel quartiere Pignasecca, che affiderà al suo nuovo marito quando lei prenderà la guida armata dei patrioti del quartiere nei giorni precedenti l'arrivo di Garibaldi a Napoli nel 1860. 
Le cronache la descrivono in prima fila tra il popolo festante ad accogliere l'ingresso di Garibaldi nella città indossando come suo solito uno scialle avvolto sulle spalle e un pugnale alla cintura.
Con un decreto del 26 ottobre 1860, a firma del pro-dittatore Giorgio Pallavicino, le fu stabilita l'erogazione di una pensione di 12 ducati al mese, assieme ad altre quattro patriote napoletane, con la seguente motivazione:
(Decreto di governo, Napoli, 26 ottobre 1860")
La Sangiovannara era cugina del famoso Salvatore De Crescenzo capo di quella "camorra liberale" che ricevette da Liborio Romano, ministro degli Interni borbonico, l'incarico di mantenere l'ordine pubblico in città dopo il suo abbandono da parte di Francesco II riparato nel forte di Gaeta.
Il 21 ottobre 1860 si svolse il plebiscito per l'annessione al regno di Sardegna, la mattina la Sangiovannara si pose alla testa di un corteo di persone festeggianti l'evento, portanti tricolori che accompagnavano gli ex esuli Silvio Spaventa e Filippo Cappelli al seggio elettorale del rione Montecalvario, il diritto al voto plebiscitario era riservato unicamente a tutti gli uomini escludendo le donne, tuttavia alla Sangiovannara venne concesso dal presidente della commissione elettorale il privilegio di poter votare per benemerenze patriottiche e quindi deporre la scheda del "Sì" nell'urna tra le acclamazioni della folla e musiche patriottiche.